# Патрокл (соратник Селевка I Никатора)
Патрокл (др.-греч. Πατροκλής; середина IV века до н. э. — после 280 года до н. э.) — древнемакедонский наварх, стратег, географ и исследователь.
Патрокл был одним из ближайших друзей и соратников диадоха Селевка, которого, по одной из версий, сопровождал в изгнании. Впоследствии, когда Селевк вернул власть в Вавилонии и создал государство Селевкидов, Патрокл занимал высокие посты стратега, сатрапа и советника царя. Будучи сатрапом Гиркании Патрокл совершил исследовательскую морскую экспедицию по Каспийскому морю. По результатам путешествия он написал «Перипл», сведения из которого античные географы использовали спустя много веков после смерти Патрокла.
Античные и современные историки отмечают хорошее образование, верность и проницательность Патрокла. В частности, вклад Патрокла в развитие античной географии, не в последнюю очередь, связан с личными качествами исследователя. Патрокл при описании путешествия избежал искушения «украсить» свой труд недостоверными баснями, легендами и приключениями, а передал лишь то, что видел собственными глазами.

## Биография

### Происхождение. На службе у Селевка I Никатора

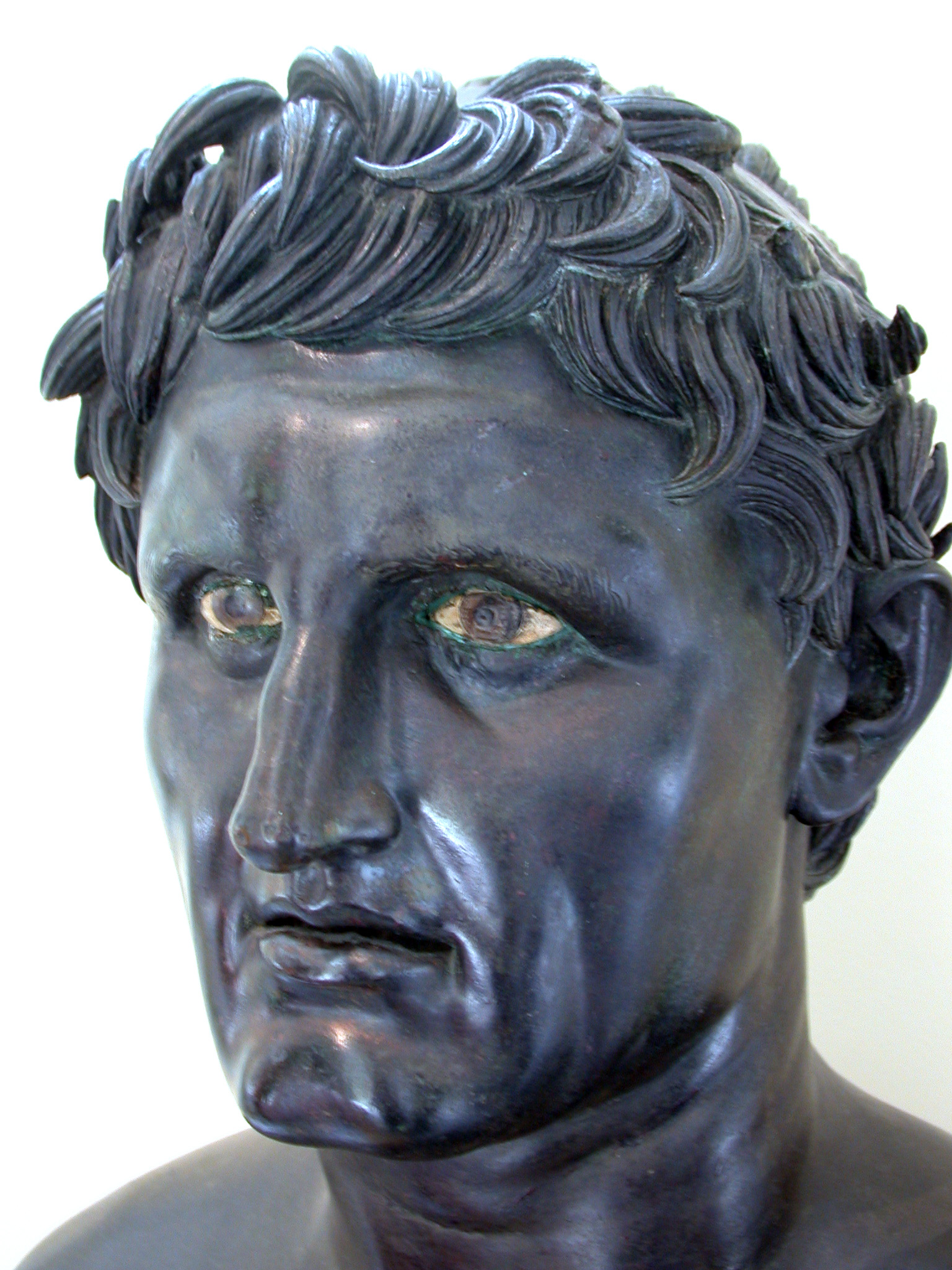
Патрокл был одним из ближайших друзей и соратников диадоха Селевка.
Бронзовая копия изображения Селевка с греческого оригинала

Патрокл родился в Македонии в середине IV века до н. э. На родине он получил хорошее образование. Согласно оценкам современных историков, Патрокл обладал обширными знаниями по математике, военной инженерии и географии.
Патрокл был одним из ближайших друзей и советников диадоха Селевка I Никатора. Вместе с ним, по мнению Д. Грэйнджера, Патрокл бежал в 315 году до н. э. из Вавилонии в Египет, когда Селевку, в числе других сатрапов, грозила смерть в ходе репрессий Антигона. В 312 году до н. э. войско Антигона под командованием Деметрия Полиоркета было разбито при Газе. Селевк, который также участвовал в сражении, воспользовавшись моментом, решил вернуть себе власть в Вавилоне. Правитель Египта Птолемей выделил военачальнику тысячу воинов и 200 всадников, с которыми Селевк и отправился в Вавилонию. Деметрий, занятый подготовкой обороны от дальнейшего наступления Птолемея, не мог помешать планам Селевка. В числе участников похода из Финикии в Вавилон находился и Патрокл.
Впервые в античных источниках Патрокл упомянут в связи с событиями 311 года до н. э. После успешной осады Вавилона Селевк с основным войском отправился в Персиду. Патрокл был назначен стратегом Вавилонии.
Пока Селевк был занят военными действиями в Персиде и Мидии, в Вавилонию вторгся сын Антигона Деметрий. Обороной области руководил Патрокл. Он организовал эвакуацию населения, а сам с имеющимися незначительными силами совершал манёвры по области «используя русла рек и каналов как защиту, … наблюдая за врагом и время от времени отправлял весть в Мидию Селевку о том, что происходило, и настоятельно просил его прислать помощь как можно скорее». Основное войско находилось с Селевком и, соответственно, Патрокл не имел какой-либо возможности выиграть сражение в открытом бою. Также он не мог организовать сопротивление во всём Вавилоне и ограничился организацией обороны лишь в двух крепостях. К февралю 309 года до н. э. Деметрию удалось захватить одну из них, однако вскоре он был вынужден отступить на запад, предварительно ограбив окрестности, оставив во взятой вавилонской крепости войско под командованием Архелая.
Плутарх, при описании событий 286/285 года до н. э. приводит аргументы Патрокла, которые убедили царя начать военную кампанию против Деметрия Полиоркета. Патрокл подчёркивал, что хоть Деметрий и находится в крайне затруднительном положении и не представляет реальной угрозы, он является одним из наиболее талантливых врагов Селевка. Соответственно, нельзя упустить возможность его уничтожить.
После смерти советника Антиоха, который находился в восточных частях державы Селевкидов, Демодама царь отправил на его смену Патрокла.

### Путешествие по Каспийскому морю

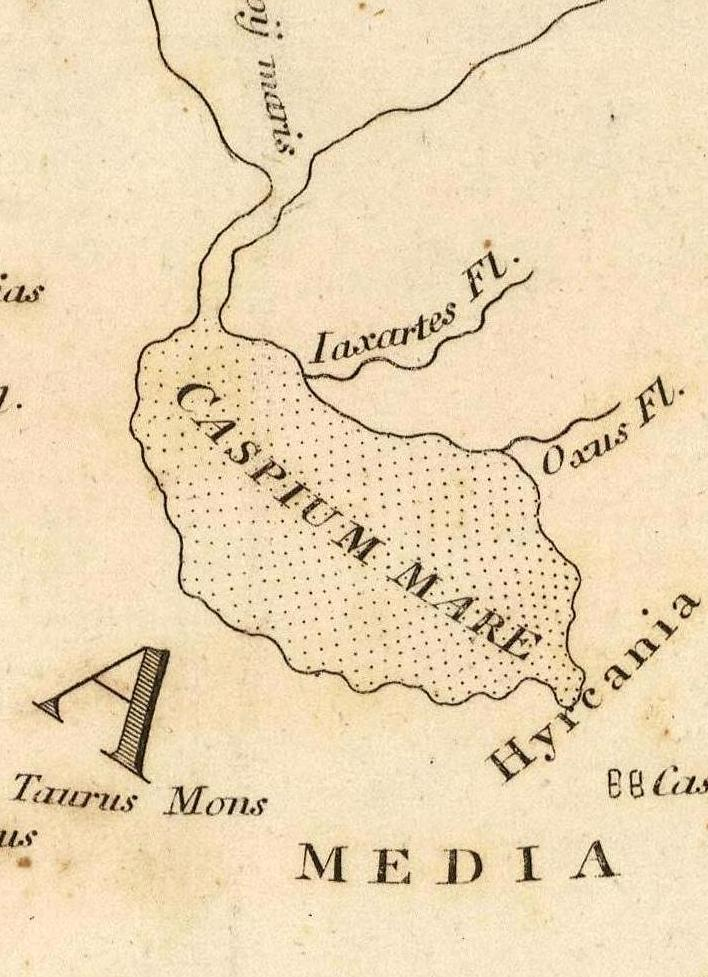
Карта Каспийского моря согласно Страбону. Создана на основе представлений Патрокла

По поручению Селевка и/или его сына Антиоха Патрокл совершил исследование Каспийского моря и прилегающих территорий. Историки приводят различные датировки экспедиции. Р. Хенниг считал, что экспедиция Патрокла состоялась в 285—282 годах до н. э., Д. Грейнджер в разных работах называл возможным временем путешествия 290-е годы до н. э. и промежуток между 294 и 281 годами до н. э., С. М. Перевалов — около 285—281 годов до н. э. По утверждению Л. А. Ельницкого, к этому времени Патрокл был сатрапом прикаспийской провинции государства Селевкидов Гиркании. В этом контексте экспедицию можно рассматривать как следствие возложенных на Патрокла обязательств по обеспечению безопасности вверенной ему сатрапии. Как бы то ни было историки не знают ни точных дат экспедиции, ни крайних точек побережья Каспийского моря куда доплыл Патрокл. Составленный по результатам плавания «Перипл» не сохранился, однако он повлиял на труды более поздних географов античности. Фрагменты этого труда были использованы Эратосфеном, а затем Страбоном и Варроном. Даже через четыре века после путешествия Патрокла Клавдий Птолемей при составлении карты Каспийского региона был вынужден использовать данные его «Перипла».
Из труда Страбона известно о выводе Патрокла, что Каспийское море является заливом мирового океана и из него можно доплыть до Индии. По одной из версий, ошибочный вывод сделал не Патрокл, а читатели его «Перипла», где исследователь описывал торговый путь из Индии в Малую Азию, часть которого проходила через Каспийское море. Плиний Старший писал будто Патрокл проплыл из Индии в Каспийское море на корабле в сопровождении царей и диадохов. Патрокл в течение жизни мог посещать Индию. Возможно, в басне Плиния нашли отображение рассказы Патрокла об этой стране, либо его описание торгового пути между Каспием и Индийским океаном, либо мнение о существовании пролива из Каспия в мировой океан. По результатам путешествия Патрокл описал множество прикаспийских племён. Среди них были и парны. Экспедиция Патрокла стала первым зафиксированным контактом между древнегреческой цивилизацией и этим племенем, которое впоследствии завоевало Парфию и создало мощное Парфянское царство.
По одной из версий, Патрокл достиг входа в залив Кара-Богаз-Гол и принял его за океан. Ещё одним ошибочным выводом Патрокла, возможно, стала идентификация устья Узбоя местом впадения Окса. Историки сходятся во мнении, что северная часть побережья осталась неиследованной и Патрокл не достиг устья Волги, так как сведения об этой реке у него отсутствуют. По современным оценкам Патрокл побывал не только на восточных, но и на западных берегах Каспия и обследовал прилегающие территории Кавказа и Восточного Закавказья. Экспедиция носила не только научный, но и практический характер. По одной из версий, Селевк хотел построить канал из Каспийского в Азовское море. Задачей Патрокла была оценка практической реализуемости данного плана. Кроме этого экспедиция могла преследовать и ряд других целей — покорение прибрежных южно-каспийских племён, а также обеспечение порядка и спокойствия на важном торговом пути из Индии в Малую Азию, который проходил через южную часть Каспийского моря.

### Последние годы
После смерти Селевка его наследником стал сын Антиох, который не оставил планов отца расширить свои владения за счёт Греции, Македонии и северных районов Малой Азии. Мемнон Гераклейский писал, что Антиох отправил войско под командованием Патрокла на север Малой Азии. Патрокл, в свою очередь, приказал уроженцу Аспендоса Гермогену с частью войска напасть на Гераклею Понтийскую. Гераклейцы отправили к Гермогену посольство и заключили мирный договор, после чего тот вторгся в Вифинию. Там он попал в засаду и погиб вместе со всем войском. Из данного фрагмента следует, что гераклейцы смогли избежать опасности дипломатическими методами. Одновременно, они заключили с военачальником Антиоха антивифинский союз, использовав против своего давнего врага войско Селевкидов.
В историографии существует несколько интерпретаций данного фрагмента Мемнона. По одной версии, в Вифинии погиб в том числе и Патрокл, а победителем был царь Никомед I; по другой — Патрокл в сражении не участвовал, а войско потерпело поражение от Зипойта, для которого это была последняя победа. Больше в античных источниках Патрокл нигде не упомянут.

## Оценки
Плутарх охарактеризовал Патрокла проницательным человеком и верным другом Селевка. А. С. Шофман назвал Патрокла одним из наиболее верных и сообразительных друзей Селевка.
Современные историки высоко оценивают вклад Патрокла в развитие античных представлений о географии Каспийского моря, Малой и Средней Азии. В частности, на основании полученных Патроклом данных Эратосфен создал свою орогидрографическую схему Азии. Они подчёркивают, что информацию из «Перипла» античные географы использовали спустя много веков после самой экспедиции. В этом они видят следствие личностных качеств Патрокла, который в отличие от других авторов описаний дальних путешествий избежал искушения «украсить» свой труд множеством недостоверных басен, легенд и приключений, а передал лишь то, что видел собственными глазами. Об авторитете Патрокла свидетельствует, что после его путешествия возникла целая школа, просуществовавшая вплоть до XVI века, географов, которые были уверены, что Каспийское море сообщается с мировым океаном.
По мнению Н. В. Ефремова, экспедиция Патрокла носила исключительно прагматический характер. По мнению историка, Патрокл в «Перипле» использовал в первую очередь не собственные открытия, а представления современников, в том числе и Демодама. Результаты экспедиции историк назвал «сомнительными».

### Исследования
- Габелко О. Л. История Вифинского царства / Научный редактор Э. Д. Фролов, рецензент С. Ю. Сапрыкин. — СПб.: ИЦ "Гуманитарная академия", 2005. — 576 с. — (Studia Classica). — ISBN 5-93762-022-4.
- Дройзен И. Г. История эллинизма. — Ростов н/Д.: Феникс, 1995. — Т. 2. — 544 с. — ISBN 5-85880-079-3.
- Ельницкий Л. А. Плавание Патрокла по Каспийскому морю // Знания древних о северных странах. — М.: Географгиз, 1961.
- Ефремов Н. В. К вопросу о торговых путях в восточном Причерноморье в эллинистический период или об одном историческом мифе // Проблемы истории, филологии, культуры. — 2012. — Вып. 37, № 3. — С. 3—27. — ISSN 1992-0431.
- Перевалов С. М. Древние первопроходцы Северного Кавказа // Вестник Владикавказского научного центра. — 2006. — Т. 6, № 1. — С. 2—8. — ISSN 1683-2507.
- Пьянков И. В. Средняя Азия в античной географической традиции: Историографический анализ. — М.: Восточная литература, 1997. — ISBN 5-02-017251-0.
- Сапрыкин С. Ю. Гераклея Понтийская и Херсонес Таврический: взаимоотношения метрополии и колонии в VI–I вв. до н. э. / ответственный редактор д. и. н. Е. С. Голубцова. — М.: Наука, 1986.
- Смирнов С. В. Демодам и Патрокл — «друзья» Селевка I // ANTIQVITAS IVVENTAE  / Под ред. Е.В. Смыкова, А.В. Мосолкина. — Саратов: ИЦ «Наука», 2010. — С. 38—45. — ISBN 978-5-9999-0189-7.
- Смирнов С. В. Государство Селевка I (политика, экономика, общество). — М.: Русский фонд содействия образованию и науке, 2013. — 344 с. — ISBN 978-5-91244-099-1.
- Халилова Т. Ш. "Каспийско-Гирканский перешеек" - ключевое звено в "дороге Страбона", как часть Великого Шелкового пути // Вестник Международной академии наук. Русская секция. — 2018. — № 1. — С. 115—121. — ISSN 2221-7479.
- Хенниг Р[нем.]. Глава 26. «Перипл Каспийского моря», составленный Патроклом (между 285 и 282 гг. до н. э.) // Неведомые земли / Перевод с немецкого Л. Ф. Вольфсон и Р. З. Персиц. Редакция А. Б. Дитмара. — М.: Издательство иностранной литературы, 1961. — Т. 1.
- Шофман А. С. Распад империи Александра Македонского / Печатается по постановлению редакционно-издательского совета Казанского университета. Отв. редактор В. Д. Жигунин. — Казань: Издательство Казанского университета, 1984.
- Billows R. Antigonos the One-eyed and the Creation of the Hellenistic State (англ.). — Berkeley; Los Angeles; London: University of California Press, 1997. — ISBN 0-520-06378-3.
- Gisinger F[нем.]. Patrokles 5 // Paulys Realencyclopädie der classischen Altertumswissenschaft :  [нем.] / Georg Wissowa. — Stuttgart : J. B. Metzler’sche Verlagsbuchhandlung, 1949. — Bd. XVIII, 4. — Kol. 2263—2273.
- Grainger J. D. A Seleukid Prosopography and Gazetteer. — Leiden; New York; Köln: BRILL, 1997. — (Mnemosyne, Supplements, History and Archaeology of Classical Antiquity, Volume: 172). — ISBN 90-04-10799-1.
- Grainger J. D. The Rise of the Seleukid Empire (323—223 BC) Seleukos I to Seleukos III (англ.). — Barnslay: Pen&Sword Military, 2014. — ISBN 978-1-78303-053-8.
- Heckel W. Who's Who in the Age of Alexander and his Successors. From Chaironea to Ipsos (338—301 BC) (англ.). — Barnsley: Greenhill Books, 2021. — 554 p. — ISBN 978-1-78438-648-1.
- Romm J. Demetrius Sacker of Cities (англ.). — New Haven & London: Yale University Press, 2022. — ISBN 978-0-300-25907-0.
- Tarn W. W. Two Notes on Seleucid History: 1. Seleucus' 500 Elephants, 2. Tarmita (англ.) // The Journal of Hellenic Studies. — The Society for the Promotion of Hellenic Studies, 1940. — Vol. 60. — P. 84—94. — doi:10.2307/626263. — JSTOR 626263.